# Gonaxia compacta
Gonaxia compacta är en nässeldjursart som beskrevs av Vervoort 1993. Gonaxia compacta ingår i släktet Gonaxia och familjen Sertulariidae. Inga underarter finns listade i Catalogue of Life.